# Іттіфок (Фархорський район)
Іттіфо́к (тадж. Иттифоқ) — село у складі Хатлонської області Таджикистану. Входить до складу Фархорського джамоату Фархорського району.
Назва означає єднання. Колишня назва — Тугуль, Тугуль 2-й, Шортепа.
Населення — 3150 осіб (2010; 3675 в 2009).